# Peloro (avviso)
Il Peloro è stato un  piroscafo postale, poi acquisito dalla Real Marina del Regno delle Due Sicilie come avviso a ruote e infine passato alla Regia Marina.

## Caratteristiche
Costruito tra il 1841 ed il 1842 nei cantieri londinesi Pitcher North, il Peloro non era in origine una nave da guerra, bensì un piccolo piroscafo avviso utilizzato come postale dall'Amministrazione delle Poste e dei Procacci del Regno delle Due Sicilie. Le forme dello scafo, simili a quelle di molte altre unità dello stesso tipo, permettevano soddisfacenti qualità nautiche sia nella navigazione a vapore che in quella a vela.
Scafo in legno con carena ricoperta di rame, il Peloro disponeva di un ridotto armamento velico a goletta (due alberi a vele auriche), con ruolo prettamente ausiliario. In origine la nave era propulsa da una macchina alternativa a vapore a bassa pressione prodotta dalla ditta londinese Stephenson, alimentata da una caldaia, che imprimeva la potenza di 120 HP (88 kW) nominali a due ruote a pale articolate. Nel 1857, tuttavia, quando la nave faceva parte della Marina del regno delle Due Sicilie, si decise di sostituire l'apparato motore, avviandola a lavori di sostituzione dell'apparato motore che si sarebbero protratti per quattro anni, sino al 1861: la macchina a bassa pressione venne sostituita da una macchina alternativa a bilanciere prodotta dalle Officine di Pietrarsa, ed al posto della caldaia singola ne vennero installate due, in linea, collocate a poppavia della macchina. Per installare il nuovo apparato motore si rese necessario anche l'alaggio della nave sullo scalo di Castellammare di Stabia e l'allungamento e parziale ricostruzione dello scafo, portando la lunghezza da 43,83 a 44,10 metri ed il pescaggio da 2,44 a 3,81 metri (la larghezza rimase invece invariata). A seguito di ulteriori lavori, nel 1863, vennero installati due fumaioli uguali a poppavia dell'apparato motore, in luogo del precedente singolo ed alto fumaiolo, modifica che alterò in peggio l'aspetto del Peloro, rendendolo al contempo facilmente riconoscibile. L'apparato motore non dovette comunque essere particolarmente efficiente, in quanto si verificarono più volte avarie durante la navigazione, e si resero necessari vari turni di lavori alle macchine.
Originariamente disarmato, il Peloro ricevette un primo armamento, composto da poche bocche da fuoco di piccolo calibro, nel 1848, dopo la cattura da parte degli insorti siciliani. Dopo l'incorporazione nella Marina borbonica, nel 1849, l'armamento risultava composto da quattro piccoli cannoni in ferro ed a canna liscia da 6 libbre. Nel 1861 tale armamento venne mutato in un cannone in bronzo a canna rigata da 16 libbre, e due cannoni, anch'essi in bronzo ed a canna rigata, da 5,3 libbre N.1.

## Storia
Impostato nei cantieri Pitcher North di Blackwall (Londra) nel 1841 ed entrato in servizio il 3 luglio 1842, il Peloro venne immediatamente impiegato dall'Amministrazione delle Poste e dei Procacci del Regno delle Due Sicilie come piroscafo postale nei collegamenti tra Napoli, la Calabria e la Sicilia.
Due settimane dopo l'entrata in servizio, il 18 luglio 1842, il Peloro venne speronato dall'avviso Lilibeo, subendo gravi danni allo scafo. Il 19 novembre 1845 il piroscafo trasportò da Messina a Palermo (o Napoli) il console generale russo a Malta ed il conte figlio del Gran Cancelliere della Russia, che dovevano raggiungere lo zar. Ad inizio settembre 1847 la nave trasportò a Napoli 46 condannati per i moti rivoluzionari di Reggio Calabria (tra cui Paolo Pellicano, Federico Genovese e Casimiro De Lieto), sbarcandoli all'Arsenale.
Nel gennaio 1848, con l’insurrezione indipendentista della Sicilia, il piroscafo venne catturato dai ribelli nel porto di Palermo, dov'era stato inviato, e da questi fu impiegato come unità da guerra, armato con qualche cannone di piccolo calibro. Il 13 settembre 1848 il Peloro venne inviato a Messina per cercare un accordo con il comandante delle truppe di repressione, generale Carlo Filangieri, ma questi non volle scendere a patti. Il 20 settembre la nave lasciò Palermo e fece ritorno a Messina con a bordo un ufficiale francese ed il principe di Scordia Pietro Lanza, inviati a parlamentare: questa volta venne ottenuta una tregua, dopo di che il Peloro tornò a Palermo. Successivamente la nave venne inviata a Livorno per imbarcare armi e munizioni.
Dopo la repressione dell’insurrezione, il Peloro, nel 1849, venne incorporato, quale avviso, nel naviglio della Real Marina delle Due Sicilie.
Nel 1857 l'avviso fu alato sullo scalo dell'Arsenale di Napoli per i lavori di grande manutenzione ed ammodernamento comprensivi delle modifiche allo scafo e della sostituzione dell'apparato motore, prodotto dalle Officine di Pietrarsa. Successivamente trasferita nel Cantiere di Castellammare di Stabia per completare i lavori, la nave vi si trovava ancora alata all'atto dell'impresa dei Mille e della caduta del Regno delle Due Sicilie: nel settembre 1860 la nave, ancora sullo scalo, venne temporaneamente incorporata nella Marina del Regno di Sardegna.

Il Peloro in disarmo a Napoli nell’estate 1870.

 Formalmente iscritto nel Quadro del Naviglio della Regia Marina al momento della sua costituzione, il 17 marzo 1861, il Peloro venne rivarato nell'aprile 1861, divenendo a breve operativo con la classificazione di avviso di II ordine a ruote. Il 14 giugno 1863, in concomitanza con nuovi lavori di modifica dell'apparato motore, la nave venne riclassificata con Decreto Ministeriale avviso a ruote di II classe.
Posto alle dipendenze del Dipartimento di Napoli, il Peloro venne impiegato sino al 1865 per ordinari compiti locali. Il 6 luglio 1865 la nave dovette interrompere una missione a causa di un'avaria alle macchine.
Inviato in Grecia nell'ottobre 1865, l'avviso venne trasferito a Brindisi in dicembre, poi ad Ancona, dovendo infine rientrare il 12 gennaio 1866 a seguito di un altro guasto alle macchine.
Adibito a normale uso locale nel Mar Tirreno, il Peloro, unità piccola ed ormai vetusta, non ebbe trascorsi operativi di rilievo. Posto definitivamente in disarmo nell'Arsenale di Napoli il 1º gennaio 1875, l'anziano avviso venne radiato con Regio Decreto n. 2423 del 31 marzo 1875, per poi essere avviato alla demolizione.